# Helena (Ohio)
Helena è un villaggio degli Stati Uniti d'America, situato nello stato dell'Ohio, nella contea di Sandusky.